# Jerzy Artysz
Jerzy Artysz (* 18. November 1930 in Sochaczew; † 22. Juli 2024 in Warschau) war ein polnischer Sänger (Bariton).

## Leben
Artysz studierte Gesang bei Maria Halfter und Violine an der Staatlichen Musikhochschule in Warschau und setzte seine Gesangsausbildung in Mailand bei Maria Carbone fort. Er gewann Gesangswettbewerbe in Moskau (1957), Toulouse (1959) und Genf (1960). Er wirkte ab 1958 an der Opernbühne von Łódź und wurde 1964 Solist am Teatr Wielki in Warschau. Er bereiste als Sänger die ganze Welt, hatte Auftritte in Österreich, Belgien, Tschechien, Frankreich, Spanien, Deutschland, Norwegen, Portugal, der Schweiz, Schweden, Italien, der Sowjetunion, aber auch in Israel, Kanada und den Vereinigten Staaten und nahm vielfach an Festivals wie dem Warschauer Herbst teil.
Sein Opernrepertoire umfasst Hauptrollen in Werken aus der Zeit des Frühbarock bis zur Gegenwart. Er sang den Ottone in Monteverdis L’incoronazione di Poppea, die Titelrolle in Mozarts Don Giovanni und den Posa in Verdis Don Carlos ebenso wie die tragenden Baritonrollen in Richard Wagners Opern, den Golaud in Debussys Pelléas et Mélisande, die Titelrolle in Alban Bergs Wozzeck, Perl in Krzysztof Pendereckis Czarna maska und Ben in Gian Carlo Menottis The Telephone. Bei der Uraufführung der Oper Ignorant i szaleniec von Paweł Mykietyn 2001 am Teatr Wielki gab er die Partie des Vaters.
Von 1990 bis 1994 war Artysz künstlerischer Direktor der Opernschule in Barcelona. Zudem war er Professor an der Musikakademie in Warschau, wirkte an internationalen Oratorienkursen in Wrocław, Gdańsk und Bremen mit und beteiligte sich an verschiedenen Musikwettbewerben als Juror. Für seine Verdienste um die Förderung der zeitgenössischen polnischen Musik erhielt er 1980 den Preis des polnischen Komponistenverbandes und 1981 den Preis des Ministers für Kultur und Künste. Zu seinem siebzigsten Geburtstag ehrte ihn die Fryderyk-Chopin-Musikakademie (heute Fryderyk-Chopin-Universität für Musik) mit einem Galakonzert, bei dem er selbst mit einer Arie aus Monteverdis L’Orfeo auftrat.
Artysz starb am 22. Juli 2024 im Alter von 93 Jahren.